# صوفيا مندوزا
صوفيا مندوزا (بالإنجليزية: Sofia Mendoza)‏ هي ناشِطة أمريكية، ولدت في 22 ديسمبر 1934 في فيلموري في الولايات المتحدة، وتوفيت في 14 مارس 2015.